# Ernst Thrändorf
Karl Ernst Thrändorf (* 6. Januar 1851 in Schwaara; † 11. April 1926 in Auerbach/Vogtl.) war ein deutscher evangelischer Reformpädagoge, der neben Hermann Meltzer eine Kirchengeschichtsdidaktik entwickelte.

## Leben und Werk
Er war der Sohn des Pfarrers Gustav Adolf Thrändorf und besuchte im reußischen Gera das Gymnasium. Ab 1871 studierte er Theologie an der Universität Leipzig. Dort fand er u. a. Zugang zu den Ideen vom Tuiskon Ziller (1817–1882), an dessen Übungsschule für Studierende er seit 1873 als Praktikant tätig war. Nach dem Examen war er von 1874 bis 1877 an dieser Schule Oberlehrer und hatte kurze Zeit auch die kommissarische Leitung inne. Im Anschluss nahm Thrändorf eine zusätzliche Ausbildung zum Volksschullehrer auf und wurde am Seminar in Grimma als Lehrer eingesetzt. Nach erfolgter Promotion wechselte er an das Lehrerseminar nach Auerbach im sächsischen Vogtland, wo er bis zu seinem Tod als Reformpädagoge mit Professor-Titel wirkte. Daneben war er aktives Mitglied im Verein für wissenschaftliche Pädagogik und in den Semesterferien Dozent für Lehrer an der Universität Jena.

## Familie
Er war seit 1883 mit Marie Meltzer verheiratet. Aus der Ehe gingen drei Kinder hervor. Ihr Vetter Johannes Hummel (* 1934) wurde freikirchlicher Pfarrer.

## Schriften (Auswahl)
- Der Religionsunterricht im Lehrerseminar. Gotha 1901.
- Wie führen wir unsere Primaner in das Verständnis des religiösen Lebens der Gegenwart ein? Dresden-Blasewitz, o. J. [1913].
- (mit Hermann Meltzer): Kirchengeschichtliches Quellenlesebuch (mehrere Teile und Auflagen).